# Two A.M.; or, the Husband's Return
Two A.M.; or, the Husband's Return er en britisk stumfilm fra 1896.